# Governo Tymošenko II
Il governo Tymošenko II è stato il 13º governo dell'Ucraina, il primo della VI legislatura, in carica dal 18 dicembre 2007 all'11 marzo 2010 per un totale di due anni, due mesi e 21 giorni. Si è trattato del secondo governo retto da Julija Tymošenko.
Si è trattato di un governo di coalizione composto in larga parte da membri del Blocco Julija Tymošenko appartenenti ai partiti: Patria, Movimento Popolare Ucraino, Ucraina Nostra e Riforme e Ordine, a cui si sono aggiunti alcuni componenti indipendenti.
Una prima scossa alla tenuta del governo si ebbe con la crisi politica del 2008, che vide l'uscita dal governo del Blocco Ucraina Nostra - Autodifesa Popolare e l'inizio di un conflitto tra il Primo ministro Tymošenko e il Presidente Viktor Juščenko; successivamente Juščenko ha disposto lo scioglimento della Verchovna Rada e l'indizione di elezioni anticipate, eventualità poi scongiurata dalla riformazione della precedente coalizione con Ucraina Nostra l'aggiunta del Blocco di Lytvyn. Successivamente, dopo l'elezione di Viktor Janukovyč come Presidente, la coalizione a sostegno del governo si è dissolta e il 3 marzo 2010 è stata votata una mozione di sfiducia contro Tymošenko, alla quale è succeduto il Primo vice Primo ministro Oleksandr Turčynov, rimasto in carica fino alla formazione del primo governo Azarov il successivo 11 marzo.

## Contesto
Dopo le elezioni parlamentari del 2007, anticipate in base all'accordo tra il Presidente Viktor Juščenko, il Primo ministro Viktor Janukovyč e il Presidente della Verchovna Rada Oleksandr Moroz per risolvere la crisi politica scoppiata a maggio, il Presidente ucraino ha proposto alla Verchovna Rada la nomina di Julija Tymošenko quale Primo ministro.
La seduta parlamentare per la votazione riguardante la nomina di Tymošenko a Primo ministro si è tenuta l'11 dicembre 2007 mentre la votazione sulla composizione del gabinetto di governo si è tenuta il successivo 18 dicembre.

## Composizione
| Primo ministro     |                              | |                  |                  |
| Titolare           | Titolare                     | Carica | Dal              | Al               |
|                    | Julija Tymošenko             | Primo ministro | 18 dicembre 2007 | 3 marzo 2010     |
|                    | Oleksandr Turčynovad interim | Primo ministro | 3 marzo 2010     | 11 marzo 2010    |
| Oleksandr Turčynov | Primo vice primo ministro    | 18 dicembre 2007 | 3 marzo 2010     |                  |
|                    | Ivan Vasjunyk                | Vice primo ministro con deleghe all'organizzazione del Campionato europeo di calcio 2012                                  | 18 dicembre 2007 | 11 marzo 2010    |
|                    | Hryhorij Nemyrja             | Vice primo ministro con deleghe all'integrazione europea                                                                  | 18 dicembre 2007 | 11 marzo 2010    |
| Ministri           |                              | |                  |                  |
| Membro             | Membro                       | Titolare | Dal              | Al               |
|                    | Jurij Lucenko                | Ministro degli affari interni                                                                                             | 18 dicembre 2007 |                  |
|                    | Volodymyr Ohryzko            | Ministro degli affari esteri                                                                                              | 18 dicembre 2007 | 3 marzo 2009     |
|                    | Petro Porošenko              | Ministro degli affari esteri                                                                                              | 9 ottobre 2009   | 11 marzo 2010    |
|                    | Viktor Pynzenyk              | Ministro delle finanze | 18 dicembre 2007 | 17 febbraio 2009 |
|                    | Ihor Umans'kyjad interim     | Ministro delle finanze | 8 aprile 2009    | 11 marzo 2010    |
|                    | Bohdan Mychajlovyč           | Ministro dell'economia | 18 dicembre 2007 | 11 marzo 2010    |
|                    | Jurij Jechanurov             | Ministro della difesa | 18 dicembre 2007 | 5 giugno 2009    |
|                    | Valerij Ivašenkoad interim   | Ministro della difesa | 5 giugno 2009    | 11 marzo 2010    |
|                    | Josyp Vins'kyj               | Ministro dei trasporti e delle comunicazioni                                                                              | 18 dicembre 2007 | 23 giugno 2009   |
|                    | Mykola Onišuk                | Ministro della giustizia                                                                                                  | 18 dicembre 2007 | 11 marzo 2010    |
|                    | Vasyl' Knjazevyč             | Ministro della salute | 18 dicembre 2007 | 11 marzo 2010    |
|                    | Ivan Vakarčuk                | Ministro dell'istruzione e della scienza                                                                                  | 18 dicembre 2007 | 11 marzo 2010    |
|                    | Heorhij Filipčuk             | Ministro della protezione ambientale                                                                                      | 18 dicembre 2007 | 11 marzo 2010    |
|                    | Jurij Mel'knyk               | Ministro delle politiche agrarie                                                                                          | 4 agosto 2006    | 11 marzo 2010    |
|                    | Viktor Poltavec'             | Ministro dell'industria e del carbone                                                                                     | 18 dicembre 2007 | 11 marzo 2010    |
|                    | Volodymyr Novyc'kyj          | Ministro delle politiche industriali                                                                                      | 18 dicembre 2007 | 11 marzo 2010    |
|                    | Jurij Prodan                 | Ministro dei carburanti e dell'energia                                                                                    | 18 dicembre 2007 | 11 marzo 2010    |
|                    | Ljudmyla Denisova            | Ministro del lavoro e delle politiche sociali                                                                             | 18 dicembre 2007 | 11 marzo 2010    |
|                    | Vasyl' Kujbida               | Ministro dello sviluppo regionale e dell'edilizia                                                                         | 18 dicembre 2007 | 11 marzo 2010    |
|                    | Oleksij Kučerenko            | Ministro dell'edilizia abitativa e dei servizi comunali                                                                   | 18 dicembre 2007 | 11 marzo 2010    |
|                    | Jurij Pavlenko               | Ministro della famiglia, della gioventù e dello sport                                                                     | 20 dicembre 2007 | 11 marzo 2010    |
|                    | Vasyl' Vovkun                | Ministro della cultura e del turismo                                                                                      | 18 dicembre 2007 | 11 marzo 2010    |
|                    | Volodymyr Šandra             | Ministro delle situazioni di emergenza e della protezione della popolazione dalle conseguenze dell'incidente di Černobyl' | 18 dicembre 2007 | 11 marzo 2010    |
|                    | Petro Krupko                 | Ministro del gabinetto dei ministri                                                                                       | 18 dicembre 2007 | 11 marzo 2010    |